# Горан Алексич
Горан Алексич (серб. Goran Aleksić) — сербський дипломат. Надзвичайний і Повноважний Посол Сербії в Україні.

## Життєпис
Його батько був Генеральним консулом Соціалістичної Федеративної республіки Югославія в Києві. З 1975 до 1978 року жив у Києві, де навчався в київській середній школі, а потім в Київському політехнічному інституті. Закінчив Белградський університет, юридичний факультет. Гарвардську бізнес-школу (2009). Дипломатичну академію у Відні. Аспірантуру при факультеті права, Белград.
У 1991—1998 рр. — третій, другий і перший секретар, Міністерство закордонних справ
У 1998—2002 рр. — Перший секретар і тимчасовий повірений у справах Республіки Сербія в Грецькій Республіці.
У 2002—2003 рр. — Заступник начальника Управління з питань економічного співробітництва МЗС Сербії і Чорногорії
У 2003—2004 рр. — Керівник дипломатичного протоколу МЗС Сербії і Чорногорії
У 2004—2009 рр. — Надзвичайний і Повноважний Посол Сербії і Чорногорії / Республіки Сербії в Україні та в Молдові за сумісництвом.
У 2009—2011 рр. — Глава Департаменту Росії і Євразії МЗС Сербії
У 2011—2012 рр. — Начальник відділу Європи МЗС Сербії
У 2012—2013 рр. — Помічник міністра закордонних справ — начальник сектора з питань двостороннього співробітництва, МЗС Сербії
У 2014—2015 рр. — Посол з особливих доручень в міністерстві закордонних справ Сербії
З 2015 — виконувач обов'язків помічника міністра закордонних справ — начальник сектора з питань двостороннього співробітництва

## Сім'я
- Тітка — Йованка Броз (1924—2013), дружина президента Югославії Йосипа Броз Тіто
- Батько — Славолюб Алексич, генеральний консул Соціалістичної Федеративної республіки Югославія в Києві (1975—1978).
- Дружина — Зоріна Світлана Іванівна (1967), українська підприємиця, директор департаменту культури Київської міської державної адміністрації[4].